# Zoltán Demján
Zoltán Demján (Pozsony, 1955. április 20.) szlovák hegymászó, akit sokáig a Csomolungmán járt első magyarként tartottak nyilván. Ezt azonban ő maga cáfolta.

## Élete
A pozsonyi Comenius Egyetemen diplomázott. Több alkalommal mászott a Tátrában, az Alpokban és a Himalájában. 1984-ben egy csehszlovák nemzeti expedíció tagjaként érte el a 8848 méter magas Csomolungmát, a világ tengerszint feletti legmagasabb csúcsát Ang Rita serpával és Jozef Psotkával, aki a visszaúton lezuhant és szörnyethalt. (Első magyarként Erőss Zsolt érte el 2002-ben.) Ugyanebben az évben a Lhoce tetejére is feljutott, majd 1986-ban a Dhaulagirin is járt. 1992 és 2002 között a Holcim építőipari cégnél dolgozott. Beszél szlovákul, németül, angolul, magyarul és oroszul.
Demján keveset tud magyarul, a Zoltán keresztnevet pedig nagyanyja hatására adták neki a szülei, ez okozhatta félreértést, hogy sokáig a sajtó az első magyarként tartotta számon, aki megmászta a Csomolungmát.